# Alfresco
Alfresco, é um sistema de Gestão de conteúdo empresarial (em inglês ECM "Enterprise Content Management") multi plataforma (Windows e Unix/Linux) de Código Aberto. O Alfresco se propõe como uma alternativa para o gerenciamento de documentos, arquivos, colaboração e também conteúdos web.
O Alfresco é desenvolvido em Java, e tem como estratégia prover escalabilidade modular para o gerenciamento de documentação corporativa.

## Histórico
O Alfresco é um sistema criado em 2005 por John Newton (co-fundador da Documentum) e John Powell (ex-COO da empresa Business Objects) que inicialmente estava direcionado para o gerenciamento de documentos (ECM), e que atualmente também inclui Workflow (BPM).
Enquanto o produto da Alfresco inicialmente focava em gestão de documentos, em maio de 2006, a empresa anunciou a sua intenção de expandir para gerenciamento de conteúdo web, adquirindo corpo técnico e gerencial sênior da Interwoven, o que inclui o seu vice-presidente de gerenciamento de conteúdo Web, dois engenheiros principais, e um membro de sua equipe de interface do usuário. Em 2007, Alfresco contratou o principal engenheiro de vendas da Vignette. [carece de fontes?]
Em outubro de 2009, o Open Source CMS Market Share Relatório de 2009 descreveu a Alfresco como um sistema de gerenciamento de conteúdo web com sede em Java de código aberto.
Em 2010, Alfresco patrocinou um novo motor BPM open-source chamado Activiti.
Em julho de 2011, Alfresco e Ephesoft anunciaram uma parceria tecnológica para oferecer aos seus usuários a captura de documentos e Content Management Interoperability Serviços reuniu para captura de PDF inteligente, pesquisa e desenvolvimento de fluxo de trabalho.
Em janeiro de 2012, Alfresco 4.0 foi lançado com melhorias significativas sobre a interface do usuário. O novo Alfresco visa movimentar mais recursos do Alfresco Explorer Alfresco Share, como Alfresco Explorer está destinado a ser depreciado ao longo do tempo.
Em janeiro de 2013, Alfresco nomeou Doug Dennerline, ex-presidente da SuccessFactors, o ex-vice-presidente executivo de vendas da Salesforce.com, e ex-CEO da WebEx, como seu novo CEO.
Em Fevereiro de 2018 a Alfresco foi adquirida pelo fundo Thomas H. Lee Partners.

## Principais funções
- Pastas Inteligentes - através de uso de Regras de Pastas
- Workflow Integrado - envio e recebimento de tarefas
- Sites - ambientes colaborativos e contextualizados com ferramentas como Blogs, Listas de Dados, Discussões e etc.
- Smart Space - gerenciamento integrado e inteligente de documentos
- Desktop File Access - acesso a documentos online com a interface do desktop
- Advanced Document Search - busca de documentos compatível com o google

## Ligações Externas
- Alfresco Inc. - http://www.alfresco.com
- Comunidade Portuguesa de Alfresco - https://sites.google.com/site/alfrescopt/home